# Dehnow-ye Kūhestan
Dehnow-ye Kūhestan (persiska: ده نو, Deh Now-ye Kūhestān, دهنو کوهستان) är en bondby i Iran.   Den ligger i provinsen Kerman, i den sydöstra delen av landet, 1 100 km sydost om huvudstaden Teheran. Dehnow-ye Kūhestan ligger 550 meter över havet och antalet invånare är 151.
Terrängen runt Dehnow-ye Kūhestan är platt, och sluttar söderut.Runt Dehnow-ye Kūhestan är det glesbefolkat, med 8 invånare per kvadratkilometer. Närmaste större samhälle är Moḩammadābād-e Katagī, 19,6 km söder om Dehnow-ye Kūhestan. Trakten runt Dehnow-ye Kūhestan är ofruktbar med lite eller ingen växtlighet.